# Билас, Лев
Лев Билас (7 августа 1922, Львов — 17 мая 2004, Инсбрук) — историк, политолог, библиотековед. Сын Ростислава Биласа.

## Биография
Родился во Львове. Учился в Вене и Гейдельберге, в 1954 году — докторант в Гейдельбергском университете. В 1957—1959 годах — редактор журналов «Сучасна Україна» и «Українська літературна газета». В 1959—1961 годах изучал тюркологию в Стамбульском университете. С 1963 года сотрудничал с Восточно-европейским историческим институтом в Филадельфии как редактор исторической секции и редактор полного издания произведений В. Липинского. Был научным работником Государственной библиотеки в Гамбурге. С 1984 года — на пенсии, проживал вблизи города Инсбрук).
Автор исследований исторического наследия М. Грушевского и В. Липинского, статей по политическое развитие Украины и других государств Восточной Европы, исследований по библиотековедению и книговедению. Работаел также в области этнологии. Исследовал взгляды английского философа Т. Гоббса и перевёл на украинский язык его произведение «Бегемот» (1996).

## Сочинения
- Ausarbeitung einer «einheitlichen wissenschaftlichen marxistisch-leninistischen bibliothekarischen Klassifikation» (Reihenfolge der Hauptabteilungen). Versuche in der Sowjetunion von 1924 bis 1959 und ihre Problematik. Köln, 1953;
- Geschichtsphilosophie und ideologische Voraussetzungen der geschichtlichen und politischen Konzeption M. Hruševskyjs // Jahrbücher für Geschichte Osteuropas. 1956. № 3;
- Криза нашого образу історії // Укр. літ. газета. 1956. № 9—12; 1957. № 1, 3;
- В’ячеслав Липинський як історик кризової доби // Липинський В. Твори. Історична секція. Т. 3. Філадельфія, 1991.